# Salvatore Tripoli
Salvatore Tripoli (n. 5 decembrie 1904, New York City, New York, SUA – d. 7 martie 1990, New York City, New York, SUA) a fost un boxer ce a reprezentat Statele Unite ale Americii, medaliat olimpic. A participat la o ediție a Jocurilor Olimpice (1924) în care a câștigat o medalie de argint.

## Participări
Lista de mai jos prezintă principalele competiții la care a participat Salvatore Tripoli de-a lungul carierei.
- boxing at the 1924 Summer Olympics – bantamweight[*]